# Adicella thalie
Adicella thalie är en nattsländeart som beskrevs av Schmid 1994. Adicella thalie ingår i släktet Adicella och familjen långhornssländor. Inga underarter finns listade i Catalogue of Life.